# Goumbi (Gabon)
Pour les articles homonymes, voir Goumbi.
Goumbi est un ancien village nkomi du Gabon sur la Rembo-Nkomi, ancienne capitale du roi Quenguéza.

## Histoire
L'emplacement de Goumbi est situé à environ 16 km au sud de Lambaréné. Quenguéza y reçoit Paul Belloni Du Chaillu le 26 février 1858 puis en octobre 1864. Atteint par la petite vérole, le village est déserté en 1865.